# اردشیر برزگر
علی‌عباس حسن‌زادهٔ برزگر معروف به اردشیر برزگر تاریخ‌نویس مازندرانی است. او متولد ۱۳۱۳ هجری در شهرستان بابل بود. برزگر نویسندهٔ کتاب «تاریخ مفصل تبرستان» است که در پنج بخش نگاشته شده. اثر اردشیر برزگر در زمان رضا شاه تألیف شد که با توجه به کمبود منابع در این دوره، کاری نسبتاً ارزشمند است. کتاب  تاریخ تبرستان به سه جلد تقسیم شد. جلد نخست «تاریخ تبرستان پیش از اسلام» در ۱۳۲۹ و بخشی از جلد دوم تحت نام «تاریخ تبرستان پس از اسلام» در ۱۳۴۴ چاپ شدند. هیچ‌یک از این دو جلد تجدید چاپ نشده و تا زمان درگذشت اردشیر برزگر جلد سوم (دانشوران تپوری) منتشر نشد. تا این که در سال ۱۳۸۰ به همت محمد شکری فومشی و انتشارات رسانش کتابی کامل در بر دارندهٔ هر سه جلد به عنوان «تاریخ تبرستان» منتشر شد.